# 宗慶村
宗慶村（そうけむら）は、かつて岐阜県本巣郡に存在した村である。現在の本巣市宗慶に該当する。

## 歴史
- 江戸時代、この地域は磐城平藩領であった。
- 1889年（明治22年）7月1日 - 町村制により宗慶村が発足。
- 1897年（明治30年）4月1日 - 上真桑村・下真桑村・軽海村・小柿村・十四条村と合併し、真桑村が発足。同日宗慶村廃止。